# Brand New Eyes
| Recensione        | Giudizio |
| ----------------- | -------- |
| AbsolutePunk      |          |
| AllMusic          |          |
| Alternative Press |          |
| Billboard         |          |
| Drowned in Sound  |          |
| Hot Press         |          |
| NME               |          |
| Rolling Stone     |          |
| Slant Magazine    |          |
| Spin              |          |
| Rock Sound        |          |

Brand New Eyes è il terzo album in studio del gruppo musicale statunitense Paramore, pubblicato il 29 settembre 2009.
Scalando le classifiche di tutto il mondo, Brand New Eyes è diventato l'album di maggior successo della band sino alla pubblicazione di Paramore, avvenuta nel 2013. Ha inoltre vinto il premio come Best Album ai Kerrang! Awards 2010.
Questo è l'ultimo album registrato dai Paramore prima dell'abbandono di Josh e Zac Farro, che lasceranno la band nel dicembre 2010.

## Registrazione

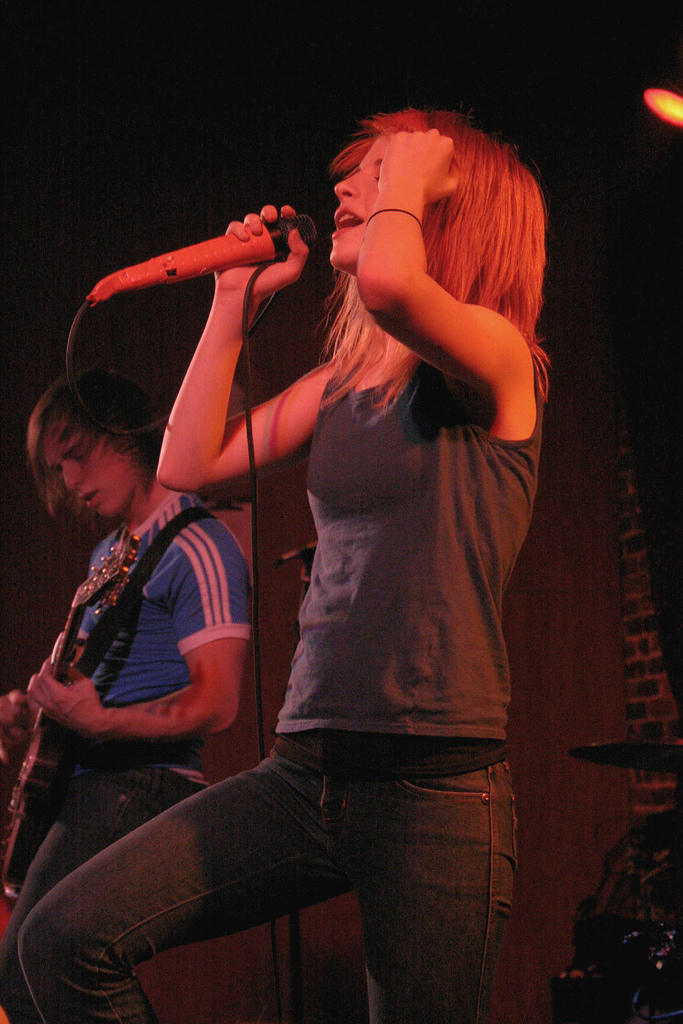
Hayley Williams e Josh Farro, principali autori dei brani della band

L'album è stato registrato con il produttore statunitense Rob Cavallo in circa due mesi, da gennaio a marzo 2009, a Hidden Hills, in California. A proposito del titolo, la cantante Hayley Williams ha dichiarato in un'intervista a MTV News:
Per quanto riguarda la copertina del disco ha invece detto:

## Pubblicazione

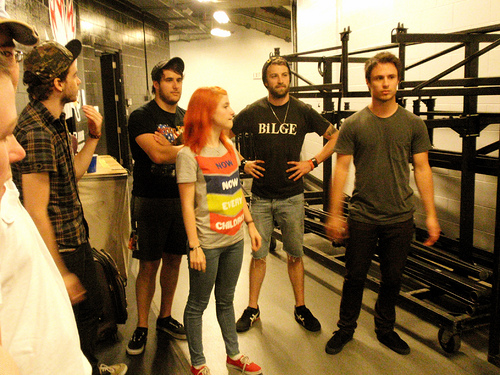
La band nel luglio del 2009 durante un incontro con i fan. Questo fu l'ultimo album realizzato dalla band con la sua formazione storica.

È stato pubblicato dall'etichetta discografica Fueled by Ramen il 29 settembre 2009, mentre il primo singolo Ignorance è stato messo in commercio il 7 luglio dello stesso anno. Per il singolo Brick by Boring Brick pubblicato a settembre, il video è stato terminato agli inizi di ottobre. Il 17 febbraio 2010 viene pubblicato il terzo singolo, The Only Exception, mentre a luglio e a novembre vengono pubblicati altri due singoli, rispettivamente Careful e Playing God. Inoltre è stata pubblicata su prenotazione anche un'edizione Deluxe dell'album, disponibile in sole 15 000 copie. Essa contiene:
- compact disc dell'album
- libretto-copertina di quaranta pagine con la riproduzione dei testi delle canzoni scritti a mano da Hayley Williams
- vinile 7" con due canzoni (le versioni acustiche di Ignorance e Where the Lines Overlap)
- DVD con le immagini esclusive del "Making Of"
- poster della band
- libretto a colori di sedici pagine
- cinque foto dei Paramore in edizione limitata
- certificato di autenticità

## Le canzoni
L'album si apre con Careful, traccia che più si riavvicina al suono del precedente album della band Riot!. La canzone parla del dover sapersi ritagliare una vita per sé stessi affrontando tutti i rischi possibili.
È una delle prime demo che il chitarrista della band Josh Farro preparò per Hayley per l'album. Creò una base con la chitarra e aggiunse un finto suono di batteria. Inoltre scrisse la melodia alla fine dei ritornelli. Hayley scrisse il testo definitivo un mese dopo.
La seconda traccia, Ignorance, ricorda molto il lato più pop punk dell'album precedente.
Hayley Williams, in un'intervista di Kerrang!, disse:
Playing God parla invece delle persone che incolpano coloro che gli stanno intorno, senza mai pensare prima che potrebbero essere loro nel torto. Le melodie iniziali e quelle dei ritornelli sono realizzate principalmente da Josh, mentre il testo e alcune melodie nelle strofe sono state realizzate da Hayley al piano. Brick by Boring Brick, quarta traccia dell'album, è a proposito delle persone che, mascherando le loro vite, vivono in un mondo di fantasia dimenticandosi cos'è il mondo reale. In un'intervista di Alternative Press, Hayley racconta che sentendo delle determinate melodie venute fuori da una sessione di prova, le venne l'ispirazione per questa canzone. Dopo aver scritto le strofe e aver provato numerosi ritornelli, il testo uscì fuori come la storia di una bambina che, volendo fuggire dalla realtà per vivere in un mondo immaginario, finirà per dover affrontare il mondo reale e seppellire tutte le sue fantasie una volta per tutte. Su Turn It Off invece, intervistata da Kerrang!, disse:
Le melodie e il testo son stati scritti da Hayley durante il tour primaverile della band con Jimmy Eat World, in un periodo dove la band era vicina alla rottura.
The Only Exception nacque quando Josh creò un interludio di 2 minuti con la chitarra e lo fece ascoltare a Hayley. Aggiunta qualche parte vocale a quei 2 minuti, la fecero sentire al resto della band, e decisero di lavorarci su per farne un brano dell'album. Come detto da Hayley, la canzone parla dell'amore, e la natura del testo si riferisce alle esperienze di Hayley, delle difficoltà familiari che ogni giorno affrontava. Inoltre, in un'intervista di Alternative Press, la cantante ha aggiunto:
A proposito di Feeling Sorry, Hayley spiega il suo significato in un'intervista di Alternative Press:

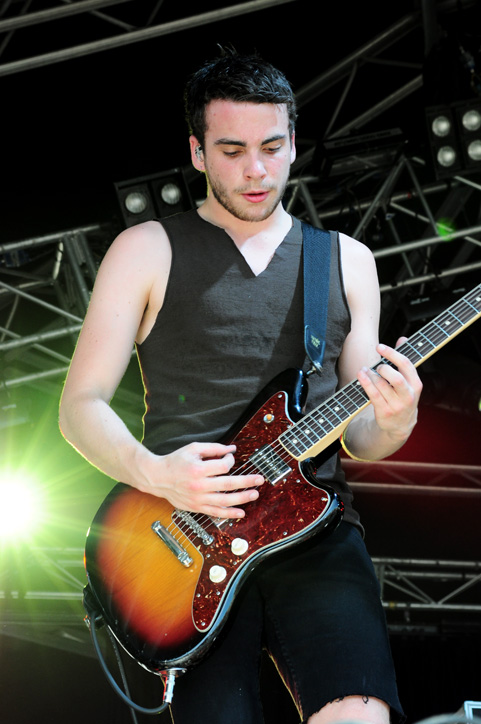
Brand New Eyes è il primo album in studio dei Paramore con Taylor York, che nel disco, oltre ad aver suonato la chitarra ritmica, ha contribuito alla scrittura di quattro brani

Looking Up, una delle ultime tracce scritte per l'album, è la canzone preferita di Hayley Williams in quanto "è la più onesta che poteva farla sentire fiera di essere dei Paramore".
Josh scrisse una prima base musicale, spinto da Hayley e Taylor York (chitarra ritmica) a creare una canzone che faccia sentire bene, veloce e piacevole. Quindi Hayley, avuta la demo, scrisse il testo in una giornata in cui era particolarmente di buon umore e si sentiva bene, ispirandosi ai numerosi confronti che i membri della band hanno avuto per parlare delle loro differenze.
Intervistata da Alternative Press, Hayley disse su Where the Lines Overlap:
A proposito di Misguided Ghosts disse invece:
All I Wanted, ultima traccia dell'album, è stata scritta da Hayley per il fidanzato Chad Gilbert, chitarrista dei New Found Glory: Gilbert partiva per la prima volta in tour da quando avevano iniziato la sua relazione con Hayley e la canzone è la conseguenza di tutte le insicurezze nate nella cantante. In questo periodo, Hayley si sentiva triste e confusa, e un giorno, ascoltando una melodia della canzone provata da Taylor, decise di scriverci sopra un testo.

## Successo commerciale
L'album ha debuttato alla seconda posizione della classifica statunitense, rimanendovi poi per oltre 20 settimane consecutive. Ha inoltre raggiunto la prima posizione nella classifica degli album alternative, digital e rock di Billboard. Negli Stati Uniti ha venduto oltre mezzo milione di copie in meno di quattro mesi, aggiudicandosi il disco d'oro. Nel 2016 ha raggiunto il milione di copie vendute nello stato, venendo certificato disco di platino. Ha ottenuto un discreto successo anche nel resto del mondo, arrivando secondo nella classifica di vendite mondiali durante la sua settimana di debutto grazie alla somma di oltre 273 000 copie vendute.
Supportato anche dalle ottime vendite del terzo singolo The Only Exception (disco di platino negli Stati Uniti e in Australia), Brand New Eyes è stato inserito in tre delle classifiche di fine anno stilate da Billboard (tra le quali quelle per gli album alternative e rock, dove ha raggiunto in entrambe le prime 25 posizioni) e nella classifica di fine anno australiana (alla 61ª posizione).

## Tour

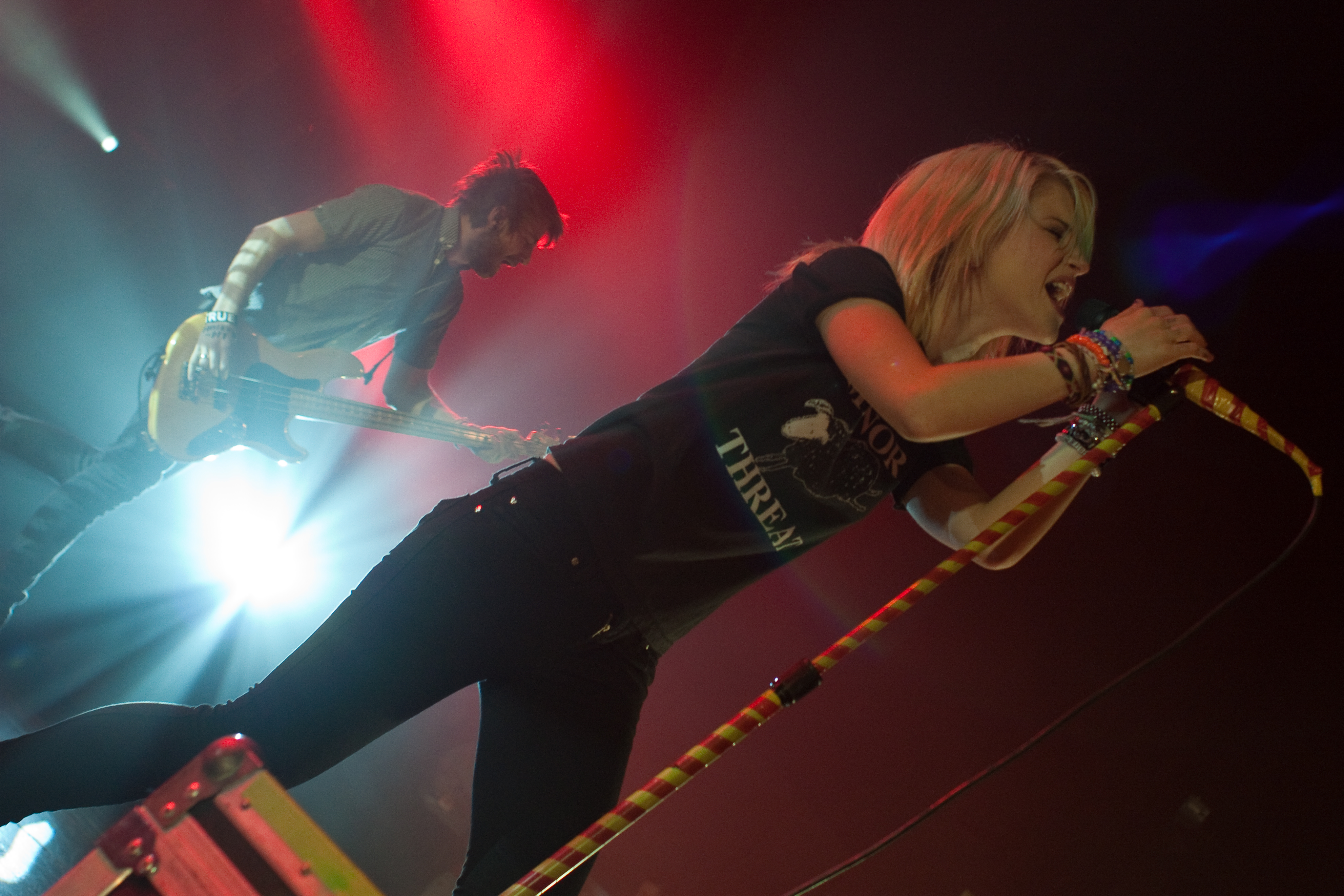
Hayley Williams e Jeremy Davis durante il Brand New Eyes World Tour nel 2009

I Paramore hanno inaugurato il Brand New Eyes World Tour il 29 settembre 2009, data di pubblicazione del terzo album. Il tour è iniziato a Pamplona e prosegue inizialmente nella zona dei cinque laghi, toccando Chicaho, Detroit e Toronto. Alcuni problemi fisici della cantante Hayley Williams costringono però il gruppo a posticipare alcune delle prime date. Ricominciano il 10 ottobre 2009 a Chicago e arrivano in Europa il 29 novembre, con le prime tappe a Helsinki, Stoccolma e Copenaghen fino al 18 dicembre dove si esibiscono alla Wembley Arena di Londra.
Successivamente la band si esibirà anche in vari Paesi in Asia, Australia, Sud America e Oceania, sino al 7 settembre 2011 a New York, dove tiene il concerto finale del tour.
Durante il tour mondiale i Paramore ottengono parecchi soldout in importanti location, tra cui l'O2 di Dublino.

## Tracce
Testi e musiche di Hayley Williams e Josh Farro, eccetto dove indicato.
1. Careful – 3:50
2. Ignorance – 3:38
3. Playing God – 3:02 (Hayley Williams, Josh Farro, Taylor York)
4. Brick by Boring Brick – 4:13
5. Turn It Off – 4:19
6. The Only Exception – 4:27
7. Feeling Sorry – 3:05 (Hayley Williams, Josh Farro, Taylor York)
8. Looking Up – 3:29
9. Where the Lines Overlap – 3:18
10. Misguided Ghosts – 3:01 (Hayley Williams, Josh Farro, Taylor York)
11. All I Wanted – 3:48 (Hayley Williams, Taylor York)

Traccia bonus nell'edizione europea
1. Decode – 4:22 (Hayley Williams, Josh Farro, Taylor York)

Tracce bonus nell'edizione iTunes
1. Ignorance (Acoustic) – 3:40
2. Brick by Boring Brick (Acoustic) – 4:22
3. Turn It Off (Acoustic) – 3:47

Tracce bonus nell'edizione deluxe
1. Ignorance (Acoustic) – 3:40
2. Where the Lines Overlap (Acoustic) – 3:12

Vinile 7" bonus nell'edizione deluxe
1. Ignorance (Acoustic) – 3:40
2. Where the Lines Overlap (Acoustic) – 3:12

DVD bonus nell'edizione deluxe
1. Making the Album (Documentary)
2. Paramore.net Episodes
3. Photo Gallery (Exclusive in Studio)

## Formazione
Paramore
- Hayley Williams – voce, tastiera
- Josh Farro – chitarra solista, voce secondaria
- Taylor York – chitarra ritmica
- Jeremy Davis – basso
- Zac Farro – batteria, percussioni

Altri musicisti
- Jamie Muhoberac – tastiera, organo

Produzione
- Rob Cavallo – produzione
- Paramore – co-produzione, direzione artistica
- Cheryl Jenets – manager produzione
- Jamie Neely – assistente produzione
- Ted Jensen – mastering
- Chris Lord-Alge – missaggio (eccetto Misguided Ghost)
- Keith Armstrong – ingegneria per il missaggio
- Nik Karpen – ingegneria per il missaggio
- Brad Townsend – ingegneria addizionale per il missaggio
- Doug McKean – ingegneria acustica, missaggio in Misguided Ghost
- Steve Rea – ingegneria acustica (assistente)
- Russ Waugh – ingegneria acustica (assistente)
- Dan Chase – ingegneria acustica
- Lars Fox – ingegneria acustica
- Kristie Borgmann – coordinazione artistica
- Sarah Deane – coordinazione artistica
- Ryan Russell – direzione artistica, fotografia
- Mark Mercado – management

## Classifiche

### Classifiche settimanali
| Classifica (2009)          | Posizione massima |
| -------------------------- | ----------------- |
| Australia                  | 1                 |
| Austria                    | 7                 |
| Belgio (Fiandre)           | 20                |
| Belgio (Vallonia)          | 34                |
| Canada                     | 3                 |
| Danimarca                  | 26                |
| Finlandia                  | 5                 |
| Francia                    | 36                |
| Germania                   | 7                 |
| Giappone                   | 19                |
| Grecia                     | 23                |
| Irlanda                    | 1                 |
| Italia                     | 33                |
| Messico                    | 7                 |
| Norvegia                   | 27                |
| Nuova Zelanda              | 1                 |
| Paesi Bassi                | 23                |
| Regno Unito                | 1                 |
| Regno Unito (download)     | 1                 |
| Regno Unito (rock & metal) | 1                 |
| Scozia                     | 1                 |
| Spagna                     | 25                |
| Stati Uniti                | 2                 |
| Stati Uniti (alternative)  | 1                 |
| Stati Uniti (digital)      | 1                 |
| Stati Uniti (rock)         | 1                 |
| Svezia                     | 17                |
| Svizzera                   | 15                |

### Classifiche di fine anno
| Classifica (2009)         | Posizione |
| ------------------------- | --------- |
| Australia                 | 61        |
| Regno Unito               | 94        |
| Classifica (2010)         | Posizione |
| Australia                 | 77        |
| Regno Unito               | 99        |
| Stati Uniti               | 94        |
| Stati Uniti (alternative) | 18        |
| Stati Uniti (rock)        | 23        |

## Date di pubblicazione
L'album è stato pubblicato in tutto il mondo il 29 settembre 2009, ad eccezione dei seguenti Paesi.
| Paese       | Data              |
| ----------- | ----------------- |
| Australia   | 25 settembre 2009 |
| Austria     | 25 settembre 2009 |
| Belgio      | 25 settembre 2009 |
| Germania    | 25 settembre 2009 |
| Irlanda     | 25 settembre 2009 |
| Regno Unito | 28 settembre 2009 |
| Giappone    | 1º ottobre 2009   |